# Armorial des familles basques (Eb - Er)
Cet article décrit l'armorial des familles basques par ordre alphabétique et concerne les familles dont les noms commencent par les lettres « Eb » successivement jusqu’à « Er ».

## Blasonnements

### Eb
Famille Ebazquin (Navarre) :
| Blason | Blasonnement : D'azur au griffon d'or ; à la bordure dentelée de gueules. |

### Ec
Famille Ecay (Navarre) :
| Blason | Blasonnement : De gueules à trois croisettes tréflées d'or. Commentaires : maison noble de la vallée d'Arakil. |

Famille Eceiza (Guipuscoa) :
| Blason | Blasonnement : D'azur a une tour d'argent ouverte de gueules, posée sur un rocher d'argent, adextrée d'un loup passant contourné d'or et senestrée d'un homme armé d'argent, l'épée en la main droite, une clef d'or brochant sur le rocher. Commentaires : famille de Tolosa où existaient deux maisons de ce nom : Eceiza-Goena et Eceiza-Barrena. Marquis de Villaverde en 1693. |

Famille Echabe (Guipuscoa) :
| Blason | Blasonnement : D'or au château au naturel, ouverte de sable, accompagné de deux loups affrontés d'or attachés à la porte par une chaîne d'argent, chacun brochant une colonne d'or placée de chaque côté de la porte, le château surmonté d'une croisette fleurdelisée de gueules. * Il y a là non-respect de la règle de contrariété des couleurs : ces armes sont fautives. Commentaires : maison noble de Guellano, à Eskoriatze, au sud de Mondragon (Arrasate). |

Famille Echabe (Zumaia - Getaria) :
| Blason | Blasonnement : Parti, au 1 de gueules à la tour d'argent ; au 2 d'or au chêne de sinople, au sanglier passant de sable brochant au pied du tronc. |

Famille Echagüe (Navarre) :
| Blason | Blasonnement : D'argent à la croix de gueules chargée de cinq coquilles d'argent, cantonnée de quatre tourteaux de gueules. Commentaires : palacio, maison d'armes à Echangüe, dont elle prit le nom, près de Tafalla, au sud de la Navarre. Plusieurs maisons nobles issues de ce palacio furent d'Aoiz, Obanos et Saint-Sébastien. |

Famille Echaide (Biscaye) :
| Blason | Blasonnement : D'argent à la croix de gueules cantonnée de quatre maillons de chaînes de sable. Commentaires : palacio biscaïen dont plusieurs membres fondèrent des maisons en Guipuscoa, Navarre et Alava. Une branche s'établit à Elizondo, en vallée du Baztan. |

Famille Echaita (Biscaye) :
| Blason | Blasonnement : D'or à l'aubépinier de sinople sur une onde d'azur et d'argent. Commentaires : ancien lignage de la région de Durango. |

Famille Echaiz (Guipuscoa) :
| Blason | Blasonnement : D'or à deux loups passants de sable posés l'un sur l'autre ; à la bordure échiquetée de gueules et d'argent. Commentaires : maison noble d'Amezketa, près de Tolosa. Deux maisons portent ce nom en ce lieu: Echaiz-Goena et Echaiz de Suso. |

Famille Echalar (Bortziriak) :
| Blason | Blasonnement : De gueules à la croix tréflée d'or cantonnée de quatre châteaux du même. Commentaires : l'une des cinq villes de la vallée de la Bidassoa, connues sous le nom de Cinco Villas de la Montaña, frontalière avec le Labourd. Une maison noble du nom d'Echalar existait en la ville et portait ces armes. |

Famille Echalaz (Navarre) :
| Blason | Blasonnement : D'or à deux chaudrons de sable posés en pal chargés chacun de deux fasces d'or. Les Joaniz d'Echalaz portent: écartelé, au 1 de... à l'aigle éployée de... ; au 2 de... (d'or) à deux chaudrons de (sable) accompagnés de quatre maillons de chaînes en forme de D ; au 3 de... à trois fasces de... ; au 4 de... à l'arbre de... au sanglier passant de sable brochant sur le fût. Sur le tout, un écusson (de gueules) à la croix tréflée (d'or),. Commentaires : maison noble à Echalaz, au nord-est de Pampelune, dont elle prit le nom. |

Famille Echalecu (Navarre) :
| Blason | Blasonnement : Écartelé. aux 1 et 4 d'azur à la croix tréflée d'or ; aux 2 et 3 d'or à trois pals de gueules. Commentaires : palacio à Echalecu, dont il prit le nom, vallée d'Imotz, au nord-ouest de Pampelune, Une branche s'établit à Viana. |

Famille Echandi (vallée du Roncal) :
| Blason | Blasonnement : D'azur au pont à trois arches d'or accompagné en pointe d'un mont à trois coupeaux d'argent, et en chef d'une tête de roi maure de sable, couronnée d'or et ensanglantée de gueules (Armes de la vallée). Alias : de gueules à deux loups cousus de sable poses en pal. Commentaires : famille d'Urzainki. |

Famille Echaniz (Guipuscoa) :
| Blason | Blasonnement : De gueules au château d'argent terrassé de sinople, accompagné de deux loups passants de sable affrontés brochants sur la porte. Les maisons de Deba et Lazkano portent: d'argent au loup passant de sable. Commentaires : ancienne maison noble d'Azpeitia, dénommée Echâniz de Enmedio, dont plusieurs membres se trouvèrent à la bataille de Las Navas de Tolosa remportée sur les Maures en 1212. |

Famille Echarri (Navarre) :
| Blason | Blasonnement : D'or à l'arbre de sinople accompagné de deux loups passants de sable brochants sur le tronc; à la bordure de gueules chargée de huit flanchis d'or. Commentaires : maison à Echarri-Aranaz, à l'est d'Alsasua, issue du palacio de Lizarraga, au même lieu. |

Famille Echaurri (Navarre) :
| Blason | Blasonnement : D'argent au croissant de gueules posé en abîme, à l'orle de six billettes du même. Commentaires : la seigneurie appartenait en 1437 à Bertrand de Lacarra. Ces armées sont celles de la maison noble Echauri, qui prit le nom du village, à la différence du nombre de billettes, la maison Echauri en portant dix. |

Famille Echazarreta (Guipuscoa) :
| Blason | Blasonnement : D'or à une bande de gueules accompagnée de deux étoiles d'azur. Commentaires : maison noble de Gaviria, près d'Azpeitia où existait une autre maison. |

Famille Echebarne (Basse-Navarre) :
| Blason | Blasonnement : De... (d'or) au chêne de... (sinople) et un sanglier de... (sable) brochant sur le fût, accosté de deux fleurs de lys de... (azur). Commentaires : maison noble à Bustince, en Pays de Cize. |

Famille Echebelz (vallée du Baztan) :
| Blason | Blasonnement : D'or à une fasce de sinople. Commentaires : maison noble a Errazu élevée au rang de palacio par Charles le Mauvais, en 1355, en faveur de Sanche Martinez, seigneur de cette maison. |

Famille Echebercea (Bortziriak) :
| Blason | Blasonnement : De... a trois bastions de... Commentaires : maison noble à Echalar. Une branche établie en Bolivie. Juan de Echebercea y Juangorena, résident à Potosi, devint chevalier de Saint-Jacques en 1701. |

Famille Echeberri (Donostia) :
| Blason | Blasonnement : D'azur au cygne d'argent, becqué, membré d'or, cantonné de quatre fleurs de lys du même. Commentaires : ancienne maison d'armes à Eskioga en Guipuscoa, dont les membres essaimèrent dans toute la province, notamment a Saint Sebastien, Hondarribia et Irun, ainsi qu'en Labourd. |

Famille Echeberria (Basse-Navarre) :
| Blason | Blasonnement : De gueules à six bandes d'argent. Commentaires : maison noble de Saint-Étienne-de-Baïgorry. |

Famille Echeberria (vallée du Baztan) :
| Blason | Blasonnement : D'or à une tour de sable. Commentaires : maison noble à Arizkun, portant les armes de la vallée mais dont on lui attribue également ces armes. |

Famille Echeberria (Irun) :
| Blason | Blasonnement : De gueules au château d'or, le pont-levis relevé ; à la bordure cousue de gueules chargée de huit coquilles d'argent. Commentaires : maison de la vallée d'Oyarzun dont une branche s'est fixée à Irun. |

Famille Echeberz (vallée du Baztan) :
| Blason | Blasonnement : De... au sautoir de... accompagné en chef d'une étoile de... Commentaires : ancienne maison noble de Berrio-Plano, au nord de Pampelune, dont les descendants reçurent les titres de marquis de San Miguel de Aguayo et de vicomtes de Santa Olaya. |

Famille Echebeste (Asteasu) :
| Blason | Blasonnement : D'or à quatre loups passants de sable, 2 et 2 ; à la bordure d'azur chargée de huit flanchis d'or. Commentaires : plusieurs maisons portent ce nom. Armes de la maison d'Asteasu. |

Famille Echebeste (Zarautz) :
| Blason | Blasonnement : D'or à trois hures de sanglier de sable, allumées d'argent. Commentaires : plusieurs maisons portent ce nom. Armes primitives de la maison de Zarautz. |

Famille Echenagusia (Azpeitia - Arrona) :
| Blason | Blasonnement : D'or au loup passant de sable ravissant un agneau d'argent, accosté de deux arbres de sinople. Commentaires : plusieurs maisons nobles de ce nom existent en Guipuscoa. |

Famille Echenagusia (Eldua - Bergara) :
| Blason | Blasonnement : Coupé, au 1 de sinople à une tour d'argent ajourée de gueules, accompagnée d'un lion d'or appuyé contre le mur ; au 2 d'or à l'arbre de sinople, au loup de sable appuyé contre le tronc ; à la bordure générale d'azur chargée de dix flanchis d'or. Commentaires : maisons de Edua, Aya, Bergara et Aduna. |

Famille Echenagusia (Oiartzun) : 
| Blason | Blasonnement : Parti, au 1 échiqueté d'or et de gueules ; au 2 d'azur à une muraille d'argent. Commentaires : maison de la vallée d'Oiartzun. |

Famille Echenique (vallée du Baztan) :
| Blason | Blasonnement : De... à trois fleurs de lys de... et deux demi croissants échiquetés. Commentaires : palacio à Errazu, au quartier de Yaruil. |

Famille Echenique (Azpilcueta) :
| Blason | Blasonnement : Écartelé, aux 1, 2 et 3 échiqueté d'argent et de sable ; au 4 de... au château de... et une bande de... brochante, et accompagné en chef d'un échiqueté, et en flancs et pointe de cinq étoiles. Commentaires : maison noble à Azpilcueta (Selon la Nobleza Executoriada de Navarra). |

Famille Echenique (Arizkun) :
| Blason | Blasonnement : Écartelé, au 1 échiqueté d'argent et de sable ; coupé d'argent au chevron de gueules accompagné de trois feuilles de peuplier du même ; au 2 échiqueté d'argent et de sable ; au 3 d'or à une fasce de sinople ; au 4 d'argent au chevron de gueules accompagné de trois feuilles de peuplier du même. Commentaires : maison à Arizkun dans les Cinco Villas. |

### Ed
Famille Ederra (vallée du Roncal) :
| Blason | Blasonnement : D'azur au pont à trois arches d'or accompagné en pointe d'un mont à trois coupeaux d'argent et sommé d'une tête de roi maure de sable couronnée d'or et ensanglantée de gueules. Commentaires : maison à Uztarroz qui porte les armes de la vallée. |

### Eg
Famille Egaña (Guipuscoa) :
| Blason | Blasonnement : D'argent à la croix fleurdelisée de gueules, chargée de cinq feuilles de peuplier d'or. Commentaires : maison noble à Aizarna près de Zestoa. Filiation établie depuis Martin de Egaña, alcade (maire) de la ville de Zestoa en 1610. |

Famille Egozcue (vallée du Baztan) :
| Blason | Blasonnement : D'argent à deux ours de sable posés en pal. Commentaires : maison à Ciga, au sud de la vallée. Une maison de ce nom en vallée de Basabura Mayor, au nord de Pampelune, porte d'or à deux sangliers de gueules. |

Famille Eguaras (Navarre) :
| Blason | Blasonnement : D'argent au chêne de sinople, accompagné d'un lévrier de gueules, colleté d'azur, au pied de l'arbre. Commentaires : palacio du lieu d'Eguaras, dont il prit le nom, en vallée d'Atetz, au nord-ouest de Pampelune. |

Famille Egues Navarre) :
| Blason | Blasonnement : D'argent à la croix de gueules chargée de cinq flanchis d'argent et cantonnée de quatre loups passants de sable ; à l'écusson d'or à la croix alaisée de sable cantonnée de quatre flanchis du même, brochant sur la croix. Commentaires : armes d'un ancien lignage de ce nom dont le palacio appelé Charlesena existait dans la cité. |

Famille Egues Pedro (Navarre) :
| Blason | Blasonnement : Parti, au 1 d'argent à une sirène au naturel sur une onde d'azur et d'argent, tenant un miroir et un peigne dans les mains, accostée de deux cierges d'or allumés de gueules ; au 2 d'or à la croix aiguisée d'azur, cantonnée de quatre croiselles du même. Alias : à une bordure de gueules chargée de huit flanchis d'or. Commentaires : Pedro de Egues était le fils naturel de Fernando de Egues, prieur de l'abbaye de Roncevaux, et de Marie Garcia de Ezquer. |

Famille Eguia (Aya) :
| Blason | Blasonnement : Écartelé, aux 1 et 4, d'argent à la vache de gueules ; aux 2 et 3 d'azur au chaudron d'or,. Commentaires : armes de la branche établie à Aya en Guipuscoa. Ces armes apparaissent sur un certificat de noblesse de 1644. |

Famille Eguia (Bilbao) :
| Blason | Blasonnement : Écartelé, aux 1 et 4 d'argent à la vache de sable ; aux 2 et 3 de gueules au chaudron d'or chargé de trois fasces échiquetées d'azur et de sable, sept têtes de serpents de sinople sortant de chaque côté des chaudrons,. Commentaires : armes de la branche établie à Bilbao. |

Famille Eguia (Biscaye) :
| Blason | Blasonnement : D'or à cinq feuilles de peuplier de gueules posées en sautoir ; à la bordure de sinople chargée d'une chaîne d'or,. Commentaires : ancien lignage de la région d'Arratia, établi à Bilbao et dans les régions de Durango et Markina. |

Famille Eguia (Navarre) :
| Blason | Blasonnement : Écartelé, aux 1 et 4 d'or à la vache de sable, colletée et clarinée d'argent ; aux 2 et 3 aussi d'or au chaudron de sable pendant au bout d'une chaîne du même,. Commentaires : cette branche de la famille Eguia est établie à Estella et Tudela (Navarre). |

Famille Eguilaz (Alava) :
| Blason | Blasonnement : D'or au chêne de sinople accompagné de deux loups de sable ravissants un agneau d'argent, brochants sur le tronc. Commentaires : aaison noble à Eguilaz, commune de San Millan, près de Salvatierra, en Alava. Deux autres maisons nobles furent fondées à Lezama et Abecia, près d'Amurrio, au nord de l'Alava. Certificat de noblesse en 1554 en faveur de Juan de Eguilaz, habitant de Berrosterrieta. |

Famille Eguina (Navarre) :
| Blason | Blasonnement : Parti, au 1 d'argent à trois tours de sable 2 et 1 ; au 2 d'argent au mont de sinople sommé d'un chêne du même, au sanglier de sable passant au pied du tronc. |

Famille Eguiña (Alava) :
| Blason | Blasonnement : D'argent à l'arbre de sinople accompagné d'un sanglier contourné passant de sable brochant au pied de l'arbre. Commentaires : famille de Salvatierra. |

Famille Eguiniz (Irun) :
| Blason | Blasonnement : D'or à l'arbre de sinople accompagné d'un loup passant de sable brochant au pied du tronc ; à la bordure de gueules chargée de huit flanchis d'or. Alias : écartelé, aux 1 et 4 d'or à la croix de Calatrava de gueules; aux 2 et 3 d'argent à deux loups passants de sable. |

Famille Eguiraun (Biscaye) :
| Blason | Blasonnement : Écartelé, aux 1 et 4 d'azur à trois bandes d'or ; aux 2 et 3 d'or à cinq feuilles de peuplier de gueules posées en sautoir. Commentaires : maison à Dima issue du lignage de Begoña. |

Famille Egurbide (Guipuscoa) :
| Blason | Blasonnement : D'or à l'arbre de sinople, au sanglier de sable brochant au pied de l'arbre; à la bordure cousue d'or chargée de quatre roses de gueules. Commentaires : maison noble d'Elgueta, près Bergara. Une branche fixée à Irun. Filiation établie depuis Hernando de Egurbide, vivant en 1560. Preuves de noblesse en 1709. |

### Ei
Famille Eibar (Guipuscoa) :
| Blason | Blasonnement : D'or à la croix de saint André (sautoir alaisé) de gueules soutenue de deux palmes de sinople. Commentaires : ancienne maison noble de San Pedro de Zarimuz, près de Bergara. Une autre maison fut bâtie à Eibar dont elle prit le nom. Pedro de Eibar habitait Saint-Sébastien en 1566. |

Famille Eizaguirre (Guipuscoa) :
| Blason | Blasonnement : Parti, au 1 d'or à l'arbre de sinople et deux loups et une louve de sable au pied du tronc ; au 2 de gueules au senestrochère d'argent l'épée à la main, la pointe surmontée d'une tête de roi maure de sable ; à la bordure d'azur chargée de quatre châteaux d'or et quatre feuilles de peuplier du même. Commentaires : maisons nobles a San Miguel, près d'Urnieta, à Azpeitia et à Irun. Alfonso de Eizaguirre, de Azpeitia, est réputé avoir tué un roi maure à Huesca en 1090. |

Famille Eizaguirre (Irun) :
| Blason | Blasonnement : De sinople au château de pierre au naturel sur une onde d'argent et d'azur, surmonté d'un bras armé d'argent, issant des créneaux et tenant une massue du même. Commentaires : armes de la maison d'Irun. |

### El
Famille Elcano (Getaria) :
| Blason | Blasonnement : Écartelé, aux 1 et 4 d'azur à l'étoile d'or ; aux 2 et 3 d'argent à trois feuilles de peuplier de sinople. Charles Quint concéda à Jean Sébastien Elcano par cédule du 20 mars 1523: coupé, au 1 de gueules au château d'or ; au 2 d'or à deux barres de cannelle de gueules placées en sautoir accompagnées en flancs et pointe de trois tourteaux du même, à l'orle de douze clous d'épices aussi de gueules. Commentaires : maison noble de Getaria d'où est issue le célèbre navigateur Juan Sebastián Elcano (mort en 1526), lieutenant de Magellan et le premier à avoir effectué le tour du monde de 15I9 à 1522. |

Famille Elcano (Navarre) :
| Blason | Blasonnement : D'azur à deux colombes d'argent; à la bordure engrêlée d'argent. Commentaires : maison noble du lieu de ce nom dans la vallée d'Egüés. |

Famille Elcarte (Navarre) :
| Blason | Blasonnement : D'or à dix billettes d'azur, en trois pals, celui du centre de 4, ceux de dextre et senestre de 3. Commentaires : maison à Elcarte, près d'Ansoain. |

Famille Elduayen (Guipuscoa) :
| Blason | Blasonnement : D'or à l'arbre de sinople accompagné de deux sangliers de sable brochants sur le tronc (maison souche). Commentaires : la maison noble Elduayen existait dans cette cité dont elle prit le nom. Des membres de celle maison créèrent de nouvelles maisons à Tolosa et Hernani. |

Famille Elduayen (Tolosa) :
| Blason | Blasonnement : D'argent à deux arbres de sinople posés en fasce, celui de dextre accompagné d'un sanglier de sable brochant sur le tronc, celui de senestre accompagné de deux lévriers au naturel brochants sur le tronc l'un sur l'autre, attachés par une corde à une branche, et un senestrochère de carnation mouvant du flanc, au-dessus de l'arbre, tenant un faucon de sable à la main, et deux étoiles de gueules posées à chaque canton du chef,. Commentaires : armes de la maison de Tolosa en Guipuscoa. |

Famille Elduayen (Hernani) :
| Blason | Blasonnement : D'or à la main ouverte et gantée de gueules, soutenant un faucon au naturel, becqué et membré d'or, chaperonné de gueules, une chaîne de sable pendant de la main et à laquelle est attaché un lévrier d'argent tacheté de sable, colleté de gueules, le tout accompagné en chef de deux étoiles de gueules et en pointe, à dextre, d'un arbre de sinople,. Commentaires : armes de la maison d'Hernani au Guipuscoa. |

Famille Elgorriaga (Guipuscoa) :
| Blason | Blasonnement : D'or au chêne de sinople surmonté de trois étoiles d'azur ; à la bordure de gueules chargée d'une chaîne d'or. Commentaires : maison noble à Berastegui près de Tolosa. |

Famille Elia (Navarre) :
| Blason | Blasonnement : D'azur au pont à trois arches d'or accompagné en pointe d'un mont à trois coupeaux d'argent, et en chef d'une tête de roi maure de sable couronnée d'or, ensanglantée de gueules (armes de la vallée) . Commentaires : maison noble du lieu d'Elia, dont elle prit le nom, dans la vallée d'Egues, près de Pampelune. Une autre maison fut fondée à Narvarte qui porte les armes de la vallée du Roncal. |

Famille Eliceiry (Basse-Navarre) :
| Blason | Blasonnement : D'argent à l'aigle (autour) au naturel, la tête contournée. Alias, selon le manuscrit de Martin de Biscay : d'argent à l'arbre de sinople sommé d'un corbeau de sable,. Commentaires : la famille Eliceiry est issue de la maison de ce nom, dans la baronnie de Lantabat. Guilhem-Arnaud de Sainte-Engrâce, seigneur d'Eliceiry, était en 1362 et 1365, capitaine châtelain de Saint-Jean-Pied-de-Port. |

Famille Elio (Navarre) :
| Blason | Blasonnement : D'or à la croix recroisetée et vidée de gueules. Commentaires : ancien lignage de la vallée d'Echauri, issu de la maison de Subiza et qui prit le nom d'Elio après avoir hérité de cette maison. |

Famille Elissagaray (Bunus) :
| Blason | Blasonnement : Écartelé, aux 1 et 4 d'azur à trois colombes d'argent 2 et 1 ; aux 2 et 3 de gueules à la croix d'argent. Sur le tout: de gueules à trois chevrons d'or,.. Commentaires : les seigneurs d'Elissagaray, mentionnés nobles avant 1670, avaient droit d'entrée aux États de Navarre. À celle famille devait appartenir le chevalier Bernard, dit Renaud, d'Elissagaray (1652-1719), lieutenant-général des armées du roi d'Espagne, réformateur de la marine française |

Famille Elissagaray (Soule) :
| Blason | Blasonnement : Parti, au 1 d'or un château de sable, donjonné et flanqué de deux tourelles d'encorbellement, girouétées du même ; au 2 d'azur à une fasce d'or accompagnée en chef d'un croissant d'argent tourné à dextre, et en pointe d'une couleuvre aussi d'argent, mordant sa queue, en forme d'annelet. Commentaires : famille établie à Gotein au XVIIe siècle où elle possédait la maison Elissagaray. |

Famille Elissalde (Labourd) :
| Blason | Blasonnement : Commentaires : Augerot d'Elissalde figure le 17 août 1496 dans la montre faite à Bayonne par Roger de Gramont, gouverneur de la ville. |

Famille Elissonde (Labourd) :
| Blason | Blasonnement : Commentaires : Pey d'Elissonde figure également, le 17 août 1496 dans la montre faite à Bayonne par Roger de Gramont, gouverneur de la ville. |

Famille Eliza (vallée du Baztan) :
| Blason | Blasonnement : D'argent à une fontaine avec sa pompe, au naturel. Commentaires : maison à Azpilcueta. Juan de Eliza, vivant en 1660, épousa Ana de Ursua, d'où Juan de Eliza, habitant de Saint-Sébastien. |

Famille Elizabelar (Iholdy) :
| Blason | Blasonnement : D'or au pal dentelé de gueules,. Commentaires : les seigneurs d'Elizabelar sont mentionnés nobles dans les actes antérieurs à 1670 et avaient droit d'entrée aux États de Navarre. |

Famille Elizagarate (Irun) :
| Blason | Blasonnement : D'or à l'arbre de sinople, une chaîne d'or pendant à dextre * Il y a là non-respect de la règle de contrariété des couleurs : ces armes sont fautives.. Commentaires : maison noble à Andoain, près de Tolosa. Une branche à Irun, Miguel de Elizagarate y Aldave, d'Irun, chevalier de Saint-Jacques en 1656. |

Famille Elizaïtzine (Pays de Mixe) :
| Blason | Blasonnement : De sinople au lion d'argent; à la bordure du même,. |

Famille Elizalde (vallée du Baztan) :
| Blason | Blasonnement : Échiqueté d'argent et de sable (armes de la vallée du Baztan). Commentaires : maison noble Elizalde de Echevarria, à Arizkun, et autres maisons à Ziga et Lekaroz. |

Famille Elizetche (Ainhice) :
| Blason | Blasonnement : D'argent au cerisier de sinople fruité de gueules,. Commentaires : les seigneurs d'Elizetche avaient entrée aux États de Navarre et figurent avec la qualité de noble dans les actes antérieurs à 1670. |

Famille Elizetche (Armendarits) :
| Blason | Blasonnement : D'or à la croix de sable bordée d'un filet du champ. Alias : d'or à la croix de sable chargée d'une tresse d'or. Commentaires : le seigneur d'EIizetche, d'Iholdy, fut exclu de l'amnistie accordée par Jeanne d'Albret en 1568 aux Bas-navarrais qui avaient résisté par les armes à la religion réformée. Le seigneur d'Elizetche assista aux États de Navarre en 1676 et 1680. |

Famille Elizetche (Pays de Mixe) :
| Blason | Blasonnement : D'or à trois bandes de gueules; à la bordure d'argent. Commentaires : maison à Suhast. |

Famille Elizondo (vallée du Baztan) :
| Blason | Blasonnement : Échiqueté d'argent et de sable. Alias : écartelé, aux 1 et 4 échiqueté d'argent et de sable, à la bordure de gueules aux chaînes de Navarre d'or; aux 2 et 3, d'or à la fasce d'azur. Commentaires : trois maisons nobles existaient à Elizondo sous les noms de Sastrearena, Errazurena et Errotazarrarena. Des membres de ces maisons s'établirent à Burguete, près de Roncevaux, et en vallée d'Oiarzun, en Guipuscoa. |

Famille Elorga (vallée du Baztan):
| Blason | Blasonnement : D'azur à une tour d'argent ajourée de gueules. Commentaires : Maison noble a Arizkun. Jean de Elorga, vivant en 1670, épouse Marie de Larragoyen. |

Famille  Elorriaga (Berastegui):
| Blason | Blasonnement : D'or au chêne de sinople accompagné en chef de trois étoiles d'azur; à une bordure de gueules chargée d'une chaîne d'or. Commentaires : Armes de la maison de Berastegui. |

Famille Elorriaga (Busturia):
| Blason | Blasonnement : D'or au chêne de sinople accompagné en chef de trois étoiles d'azur. Commentaires : Maison noble à Elorriaga, près de Durango. D'autres maisons de ce nom existaient à Busturia et Gamiz, et à Bedarona, près de Gernika (Biscaye), en Guipuzcoa à Deba, Azpeitia, Zumarraga, Berastegui, Zumaia et Oñate et en Alava, à Lezama et Vitoria-Gasteiz. Preuves de noblesse en 1770 et 1785. |

Famille Elorriaga (Gamiz):
| Blason | Blasonnement : D'or au rosier de sinople, fleuri de gueules, accompagné d'un loup passant de sable au pied de l'arbre. Commentaires : Armes des maisons de Gamiz, Zumarraga et Zumaia. |

Famille Elorriaga (Oñate):
| Blason | Blasonnement : Coupé, au 1 d'or au loup de sable surmonté d'une étoile d'azur; au 2 de sinople à trois Coquilles d'argent. Commentaires : Armes des maisons de Oñate et Lezama. |

Famille Elorriaga (Vitoria):
| Blason | Blasonnement : D'or à l'arbre de sinople accompagné de trois étoiles d'azur, une en chef et deux en flancs. Commentaires : Armes de la maison de Vitoria-Gasteiz. |

Famille Elorza (Guipuscoa):
| Blason | Blasonnement : Mantelé, aux 1 et 2 de gueules au chaudron échiqueté d'or et de sable, au 3 d'argent au loup passant de sable. Alias: le chaudron de sable plain et le loup de gueules. Commentaires : Très ancienne famille avec des maisons nobles à Legazpia et Oñate. Fernando de Elorza accompagna le comte de Biscaye, Diego Lopez de Haro, à la bataille de Las Navas de Tolosa remportée sur les Maures en 1212. |

Famille Elorza (Oñate):
| Blason | Blasonnement : Écartelé, aux 1 et 4 d'argent au sanglier passant de sable; aux 2 et 3 de gueules au mont d'argent surmonté d'une tour d'or. Commentaires : Armes de la branche d'Oñate. |

Famille Elosegui (Guipuscoa):
| Blason | Blasonnement : D'or au chêne de sinople accompagné de deux loups de sable, lampassés et membrés de gueules, brochants au pied de l'arbre; à la bordure de gueules chargée de huit flanchis d'or. Alias: d'azur au loup passant de sable; à la bordure dentelée d'or. Commentaires : Maison noble de Gainza, près de Tolosa. Habitants de Tolosa en 1399. Preuves de noblesse à Saint-Sébastien en 1759 et à Lazcano en 1773. |

Famille Elso (Basse-Navarre):
| Blason | Blasonnement : D'or à la fasce de gueules accompagnée en pointe d'un chaudron de sable,. Commentaires : Famille qui serait originaire de la vallée d'Ulzama, entre le col de Belate et Pampelune. Une sentence exécutoire en confirmation de lettres patentes de noblesse fut délivrée à Pampelune le 30 septembre 1552 à Pedro de Elso y Garro. |

### Em
Famille Emasabel (Guipuscoa):
| Blason | Blasonnement : D'or au chêne de sinople fruité d'or. Commentaires : Maisons nobles de ce nom a Elgoibar et Mutriku. Une branche établie a Deba prouva sa noblesse en 1787. |

Famille Emparan (Fontarrabie):
| Blason | Blasonnement : D'argent à la croix contrepalée de gueules et d'argent, cantonnée de quatre loups passants de sable (armes primitives). Alias: Écartelé, aux 1 et 4 d'or à une tour de gueules; aux 2 et 3 de gueules au lion rampant d'or, celui du 3e quartier contourné (Armes modernes). Commentaires : La première maison forte des Emparan se trouvait à Azpeitia. Une maison fut fondée à Fontarrabie dont était Francisco Emparan, l'un des défenseurs de la ville lors du siège de celle-ci par les Français en 1638. |

Famille Emparan (Fontarrabie):
| Blason | Blasonnement : D'argent à la croix contrepalée de gueules et d'argent, cantonnée de quatre loups passants de sable (armes primitives). Alias: Écartelé, aux 1 et 4 d'or à une tour de gueules; aux 2 et 3 de gueules au lion rampant d'or, celui du 3e quartier contourné (Armes modernes). Commentaires : La première maison forte des Emparan se trouvait à Azpeitia. Une maison fut fondée à Fontarrabie dont était Francisco Emparan, l'un des défenseurs de la ville lors du siège de celle-ci par les Français en 1638. |

### En
Famille Endara (Irun):
| Blason | Blasonnement : Parti, au 1 d'or à trois étoiles d'azur posées en pal; au 2 d'argent à trois fasces de gueules. Commentaires : Maison noble à Irun dont est issue celle de Lesaka, dans les Cinco Villas. |

Famille Endara (Sanguesa):
| Blason | Blasonnement : D'or à une fasce de gueules chargée de deux chevrons d'argent et accompagnée de deux loups de sable, un en chef et l'autre en pointe. Commentaires : Armes de la maison de Sanguesa en Navarre. |

Famille Endaya (Guipuscoa):
| Blason | Blasonnement : D'or au chêne de sinople accompagné d'un loup passant de sable, lampassé de gueules, brochant au pied de l'arbre; à la bordure de gueules chargée à senestre de six flanchis d'or et à dextre de six fleurs de lys cousues d'azur. Commentaires : Maisons à Aya et Orio, près de Saint-Sébastien. À la maison d'Orio appartenait le général Tomas de Endaya, maître de Camp en 1710, maire de Manille aux Philippines, général de la flotte des Mers du Sud. |

Famille Eneriz (Labourd):
| Blason | Blasonnement : Les armes, qui ne sont que partiellement connues comprenaient: deux lions soutenant un demi-croissant de lune renversé, des barres et un château. Commentaires : Maison noble à Enériz, près de Puente-la-Reina, en Navarre où elle est connue depuis 1265, établie à Sare en Labourd. |

Famille Engomez (Donostia):
| Blason | Blasonnement : D'or au senestrochère de carnation soutenant un poisson, appelé engômez, d'argent, accompagné en pointe d'une onde d'azur et d'argent. Commentaires : Ancienne maison forte construite dans les murs de la ville de Saint-Sébastien et appelée tour du prévôt car les seigneurs de Engômez étaient prévôts pour le roi depuis le règne de Sanche le Sage, en 1150. |

Famille Enrile (Navarre):
| Blason | Blasonnement : D'azur à une fleur de lys d'or. Commentaires : Jéronimo de Enrile y Guerci, marquis de Casa Enrile, épousa Maria de la Conception Alcedo y Herrera, fille du marquis de Villaformada. |

Famille Enseña (vallée du Baztan):
| Blason | Blasonnement : Échiqueté d'argent et de sable (armes de la vallée du Baztan). Commentaires : Maison noble, du nom de Gartochena, à Almandoz. Martin José de Ensena y Enrice, chevalier de l'Ordre de Charles III en 1791. |

### Ep
Famille Epalza (Biscaye):
| Blason | Blasonnement : D or à deux loups passants de sable; à la bordure d'azur chargée de quatorze flanchis d'or. Commentaires : Maison infançonne de la vallée d'Orozko, au sud de la Biscaye, limitrophe avec l'Alava. Sancho de Epalza était seigneur de la maison infançonne de Epalza en 1550. Ces armes sont sculptées sur la façade de la maison souche d'Orozko. |

Famille Epelde (Guipuscoa):
| Blason | Blasonnement : Parti, au 1 d'argent à trois bandes de gueules, au lambel de sable brochant sur le tout; au 2 d'or à deux vaches de gueules paissantes sur une terrasse de sinople. Commentaires : Famille originaire du Béarn, établie à Azkoitia. |

### Eq
Famille Equioiz (Pays de Mixe):
| Blason | Blasonnement : D'argent à l'arbre de sinople; à la bordure engrêlée de gueules. Commentaires : Raymond d'Equioiz, seigneur de Sorhapuru, fut père notamment d'Arnaud d'Equioiz qui épousa par contrat du 22 février 1591 Jeanne d'Iribarne. |

### Er
Famille Eransus (Navarre):
| Blason | Blasonnement : De gueules à douze billettes d'or posées en orle. Ces armes semblent être une forme erronée des armes du sceau, qui pourraient être: de gueules à la bordure dentelée d'or. Commentaires : Maison noble au lieu d'Eransus, vallée d'Egüés, dont elle prit le nom. Roldan Pérez de Eransus, alcade (maire) du château de Monreal, en 1275. |

Famille Eraso (Navarre):
| Blason | Blasonnement : D'argent à deux loups passants de sable, armés et lampassés de gueules, posés en pal (armes primitives). Alias (en Navarre) à la bordure de gueules chargée de huit flanchis d'or. Ces dernières armes, à la bordure, sont celles portées par les comtes de Humanes. Les Eraso de Guipuscoa portent les armes primitives avec une étoile de gueules en chef. Les Eraso, de Biscaye, portent cette étoile d'or filetée d'azur. Commentaires : Palacio du lieu d'Eraso, vallée de Larraun (entre Tolosa et Pampelune), dont elle prit le nom. Cette famille essaima en Navarre, Guipuscoa (Urnieta), Biscaye, Alava, Madrid, Saragosse et au Chili. |

Famille Erasun (vallée de Santesteban):
| Blason | Blasonnement : De gueules à la bande d'or accompagnée de deux feuilles de peuplier du même,. Commentaires : Maison noble du nom d'Erasun dans le village de Santesteban. |

Famille Erauso (Donostia):
| Blason | Blasonnement : Mantelé, aux 1 et 2 d'azur au griffon d'or; au 3 d'argent au loup passant de sable, lampassé de gueules, surmonté d'une étoile du même. Commentaires : Famille issue des Eraso (ci-dessus) dont était l'amiral Juan de Erauso, au XVIe siècle, et Catalina de Erauso, la célèbre Monja Alférez qui réalisa de nombreuses prouesses en Amérique. Armes de la maison Eraso-Andia, de Urnieta. |

Famille Erbiti (Navarre):
| Blason | Blasonnement : D'or à quatre lièvres passants au naturel, posés en pal, surmontés d'une lettre E de sable (pour palacio de Erbiti). Commentaires : Maison noble du lieu d'Erbiti, dont elle prit le nom, en vallée de Basaburua Mayor, au nord de Pampelune. En basque Erbi signifie lièvre. Armes parlantes. ? |

Famille Erdaide (Biscaye):
| Blason | Blasonnement : D'argent au sautoir de gueules accompagné de quatre chênes de sinople fruités d'or; à la bordure d'azur chargée de huit étoiles d'argent. Commentaires : Maison noble de Nachitùa, à Ea, près de Guernica. |

Famille Erdara (Navarre):
| Blason | Blasonnement : D'or à la fasce de gueules chargée de trois chevrons d'argent et accompagnée de deux loups de sable, armés et lampassés de gueules. Commentaires : Famille de Sangüesa dont une branche s'établit à Pampelune. |

Famille Erdoy (d') (Bayonne):
| Blason | Blasonnement : Écartelé, au 1 d'azur à une tour d'argent maçonnée de sable; au 2 de gueules à une main gauche apaumée d'argent mise en pal et adextrée de deux cœurs d'or l'un sur l'autre; au 3 d'argent à un hydre à trois têtes de sable; au 4 d'or à deux clefs de sable posées en pal. Commentaires : Jean d'Erdoy, bourgeois et greffier en chef au siège de l'Amirauté de Bayonne, fit enregistrer ses armes en vertu de l'édit de novembre 1696. |

Famille Erdoy (d') (Saint-Palais):
| Blason | Blasonnement : Écartelé, aux 1 et 4 de gueules à deux clefs d'argent posées en sautoir; aux 2 et 3 d'azur au château d'or. Commentaires : Famille anoblie vers la fin du XVIe siècle en la personne de Jean II d'Erdoy, conseiller en la chanchellerie de Navarre. |

Famille Erdozain (Navarre):
| Blason | Blasonnement : D'or à trois fasces de gueules. Commentaires : Maison noble à Aoiz, vallée d'Iraty. |

Famille Erenchun (Alava):
| Blason | Blasonnement : D'azur à deux chaudrons d'or posés l'un sur l'autre, accostés à dextre et senestre d'une massue d'argent et d'une feuille de peuplier d'or, et en pointe d'une autre feuille de peuplier d'or; à la bordure de gueules chargée de huit flanchis d'or. Commentaires : Maison noble de Erenchun, dont elle prit le nom, à Gauna, près Vitoria-Gasteiz. |

Famille Erezuma (Biscaye):
| Blason | Blasonnement : De gueules à la bande d'or engoulée de deux têtes de dragons cousues d'argent, lampassées de gueules; à la bordure échiquetée de deux traits d'azur et d'argent. Commentaires : Maison noble à Mundaka, près de Guernica. |

Famille Eristain (Navarre):
| Blason | Blasonnement : D'or à trois fasces ondées d'azur. Commentaires : Palacio maison d'armes, dans la vallée d'Orba, région d'Olite. |

Famille Erlés (vallée de Roncal):
| Blason | Blasonnement : D'azur un pont à trois arches d'or accompagné en pointe d'un mont à trois coupeaux d'argent, et surmonté d'une tête de roi maure de sable, couronnée d'or et ensanglantée de gueules. Commentaires : Maison à Urzainqui, porte les armes de la vallée du Roncal. |

Famille Errazu (vallée du Baztan):
| Blason | Blasonnement : Échiqueté d'argent et de sable (qui est de la Vallée du Baztan). Commentaires : Maison noble à Errazu, dont elle prit le nom, et qui essaima au Guipuscoa : Irun, Hernani, Urretxu. |

Famille Errazu (Hernani):
| Blason | Blasonnement : De gueules à l'arbre cousu de sinople accompagné d'un taureau au naturel. Commentaires : Armes de la branche d'Hernani. |

Famille Errazu (Irun):
| Blason | Blasonnement : D'or à une bande de gueules accompagnée de deux feuilles de peuplier du même. Commentaires : Armes de la branche d'Irun. |

Famille Errazuriz (vallée du Baztan):
| Blason | Blasonnement : Échiqueté d'argent et de sable (armes de la vallée). Commentaires : Maison noble à Arizkun, l'une des quarante maisons infançonnes du Baztan, qui est à l'origine d'une autre maison à Errazu et une autre à Aranaz, près de Pampelune. |

Famille Erreca (Basse-Navarre):
| Blason | Blasonnement : D'azur à la croix pattée d'argent. Commentaires : Famille connue à Tolosa, en Guipuscoa, en 1625, en Labourd en 1682 et en Basse-Navarre. Émigré en Argentine. |

Famille Errecarte (Basse-Navarre):
| Blason | Blasonnement : D'or à l'arbre de sinople accompagné d'un ours de sable appuyé contre le tronc; à la bordure de gueules chargée de huit flanchis d'or. Alias : d'argent au château de pierre au naturel sur des rochers, accosté de deux lions rampants de... ; à la bordure de gueules chargée de huit flanchis d'or. Alias: de gueules à la tour carrée d'or munie d'un pont levis. Commentaires : Maison noble à Larceveau en Basse-Navarre, du nom d'Errekartea, en Labourd à Ustaritz. Cités à Azpeitia au Guipuscoa, en 1348, à Bergara en 1665, à Hernani en 1667. |

Famille Erregil (Irun):
| Blason | Blasonnement : Parti: au 1 d'or à la bande de gueules engoulée de deux têtes de dragons de sinople, lampassées d'or; au 2 de sinople à cinq feuilles de peuplier d'argent posées en sautoir. |

Famille Erreparaz (vallée du Baztan):
| Blason | Blasonnement : D'or à la jarre chargée de sept lis et cantonnée de quatre étoiles d'azur. Alias: d'or au lion rampant de pourpre soutenant entre ses pattes une tour de gueules. |

Famille Erreta (Biscaye) :
| Blason | Blasonnement : De gueules à une fasce d'or. Commentaires : Armes de la branche établie en Biscaye. |

Famille Erreta (vallée de Salazar) :
| Blason | Blasonnement : De gueules au loup de sable, la tête contournée, ravissant un agneau d'argent (armes de la vallée de Salazar). Commentaires : Maison à Ustes, en vallée de Salazar, citée dès 1322. |

Famille Erretegui (Donostia) :
| Blason | Blasonnement : Parti : au 1 d'or a l'arbre de sinople ; à la bordure d'azur chargée de six étoiles d'or ; au 2 de gueules à une bande d'or accostée de deux fleurs de lys du même. Alias : de gueules à une bande d'argent engoulée de deux têtes de serpents cousues d'or. Commentaires : Famille originaire d'Oiartzun, habitant Donostia en 1566. |

Famille Erro (vallée d'Erro) :
| Blason | Blasonnement : D'or à la croix de gueules chargée en abîme d'une croisette d'or. Alias : fascé de dix pièces d'argent et de sable. Alias : écartelé, aux 1 et 4 d'argent au lion d'azur ; aux 2 et 3 d'or a l'arbre de sinople. Commentaires : Maison noble de la vallée. |